# 卡洛斯三世 (西班牙)

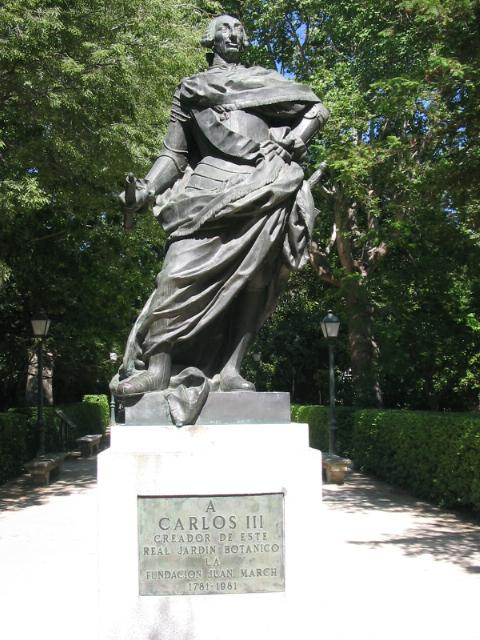
卡洛斯三世的雕像

卡洛斯三世（西班牙語：Carlos III，1716年1月20日—1788年12月14日）波旁王朝的西班牙国王（1759年—1788年在位），全名卡洛斯·塞巴斯蒂安·德·波旁-法爾內塞（西班牙語：Carlos Sebastián de Borbón y Farnesio），綽號為開明者和市鎮王。即位前封号为那不勒斯国王（称卡洛七世，1735年—1759年）和西西里国王（称卡洛四世，1735年—1759年）也是帕尔马公爵（称卡洛一世，1731年—1735年）。

## 早年事迹
卡洛斯三世是西班牙波旁王室的第一位国王菲利普五世第二次婚姻所生的儿子，1716年出生于马德里，他的母亲是帕尔马公国的郡主埃麗莎貝塔·法爾內塞。1731年，法尔内塞家族绝嗣，15岁的卡洛斯因为母系血缘继承了得到帕尔马公国作为自己的封地。他在1734年波兰王位继承战争期间趁哈布斯堡王室无暇南顾，从奥地利夺取那不勒斯和西西里，并以帕尔马公爵身份兼任两国君主。

## 那不勒斯與西西里國王
十九歲的卡洛斯成為那不勒斯兼西西里國王之後，並未展現他後來那樣傑出的治國才幹與精力，而是將王位作為奢侈享受的特權。因此到1755年之前，他對政務細節頗為疏忽，將半數時間花費在打獵上，更一味滿足口腹之慾，把自己吃得肥肥胖胖，與後來的瘦長身材恰成對比。即使如此，因為知人善任，他仍有出色的政績。從1741年開始，卡洛斯在首席大臣貝爾納多·塔努奇（1752、1754年先後兼任司法部長與外交部長）的勸說鼓舞下，緩和了當地嚴酷的封建等級制度，打擊了長久以來把持當地的三個特權階層──貴族（控制國會、管制稅收並打擊改革）、教士（以接近迷信的方式使人民精神臣服）、律政人士（掌握地方行政權並對貴族和主教負責）。
為了制衡貴族的強大勢力，卡洛斯吸引貴族來宮廷以便就近監視，並催生、成立支持他的新貴族；他勸阻年輕人流入修道院，把教士人數從十萬降低為八千一百人，課教產百分之二的稅，更限制教士的合法免稅權。貝爾納多·塔努奇限制貴族之司法權，向司法腐敗戰鬥、改革法律程序，又將嚴厲的刑法修改成溫和許多。本來卡洛斯還對猶太人實施赦免及宗教寬容，但修道士以上帝之名警告他之後，他於是將赦免取消，維持對猶太人的禁令。
1759年异母兄长费迪南多六世国王去世后，卡洛斯三世继承了西班牙的王位。在卡洛斯啟程離開那不勒斯的時刻，那不勒斯人民為之悲傷難過，沿岸聚集著大批人群為國王送行，當人民送別這位「愛民如子的君主」時，據說大多數人都哭了出來。

## 国内政治
卡洛斯三世起用冈波斯、佛罗里达布朗卡伯爵等大臣整顿国政，执行一种开明专制政策。他还设立一个国务会议以协调各大臣的工作。在军事方面，卡洛斯把雇佣兵制度改为征兵制，并学习陆军强国普鲁士的训练方法。一时间，西班牙的国势颇有起色。卡洛斯采取的另一件有影响的大举措是：将耶稣会会士从西班牙及西班牙的海外领地驱逐出境。长期以来，耶稣会卷入一系列的政治阴谋之中，已经令许多国家，包括最重要的天主教国家西班牙和法国感到不满。卡洛斯的举动可能直接影响了教皇后来解散耶稣会。

## 对外行动
卡洛斯三世的对外政策相比之下显得有些冒进。他的主要方针是，联合同为波旁家族统治的法国反对英国。 1761年，卡洛斯与法国国王路易十五签订波旁家族条约，约定共同遏制英国。 但这个条约却使西班牙卷入了与英国直接对抗的、极不明智的七年战争之中。 由于在战争中失败，失去在东北美洲的重要殖民地佛罗里达。 1770年，卡洛斯又险些在马尔维纳斯群岛（福克兰群岛）与英国冲突。
在北美独立战争中，卡洛斯又站在殖民地人民一边反对宿敌英国，虽然有些勉强。 1779年，卡洛斯正式对英宣战，并援助北美殖民地的建国者。 这次他找对了阵营：随着美国的胜利与独立，西班牙在《巴黎條約》簽訂後又收回佛罗里达并获得梅诺卡岛。

## 家庭
1738年，卡洛斯與波蘭國王奧古斯特三世的女兒玛丽亞·阿瑪莉亞結婚，兩人共有6子4女：
1. 玛丽亚·伊莎贝爾（1740年—1742年），夭折
2. 玛丽亚·伊莎貝爾·安娜（1743年—1749年），夭折
3. 瑪麗亞·約瑟法（1744年—1801年）
4. 玛丽亚·路易莎（1745年—1792年），神聖羅馬皇后、托斯卡纳大公夫人、奧地利大公 夫人、波希米亞王后
5. 費利佩·安東尼奧（1747年—1777年），卡拉布里亞公爵
6. 卡洛斯（1748年—1819年），即西班牙國王卡洛斯四世
7. 費爾南多（1751年—1825年），即兩西西里國王
8. 加布里埃爾（1752年—1788年）
9. 安东尼奥·帕斯卡（1755年—1817年）
10. 法蘭西斯科·哈維爾（1757年—1771年），早逝